# Bernhard Rosenkränzer

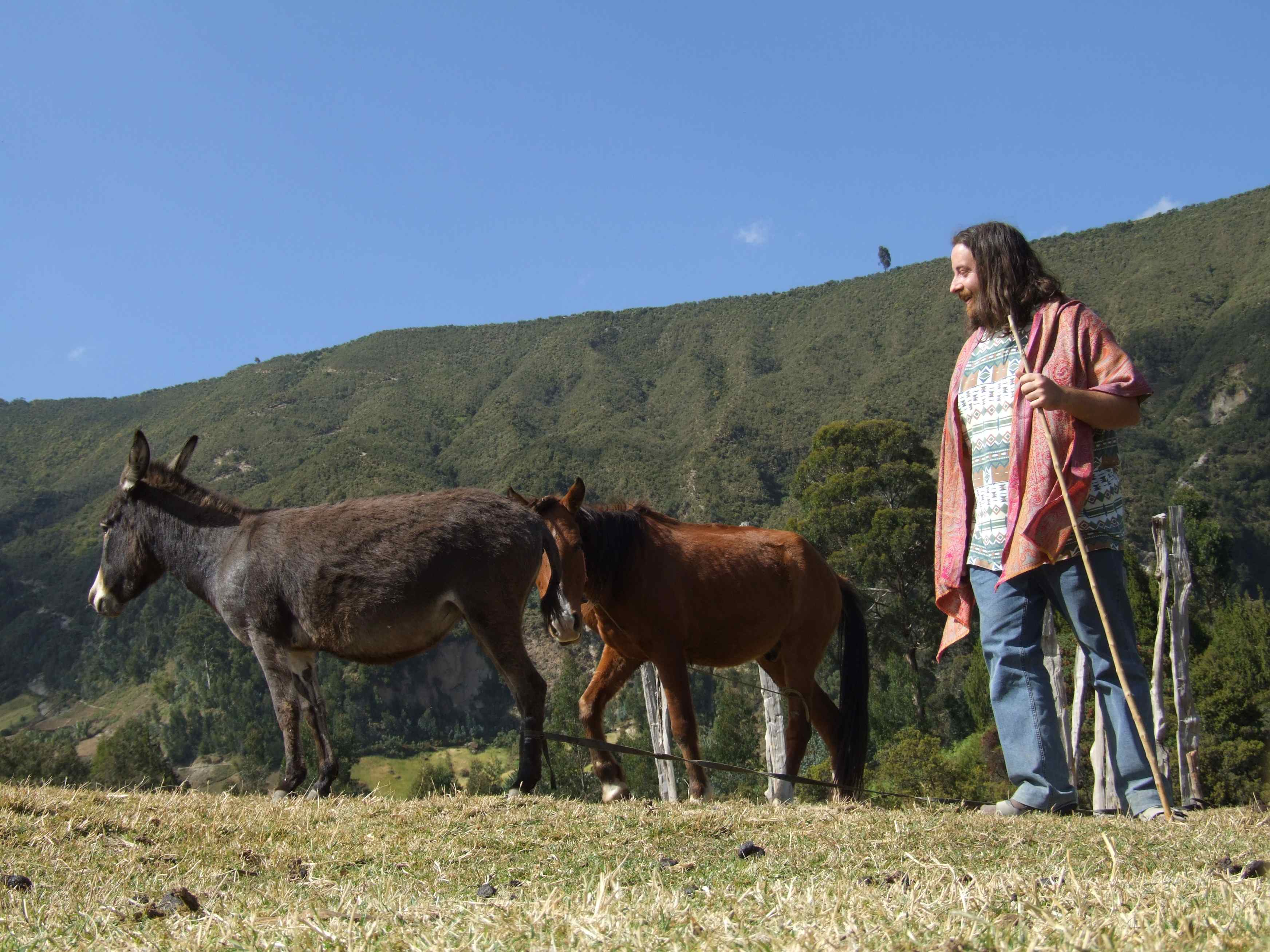
Bernhard Rosenkränzer (2007)

Bernhard Rosenkränzer (* 18. Februar 1977) ist ein deutscher Softwareentwickler, der bereits eigene Linux-Distributionen entwickelt hat. Sein Hauptinteresse gilt der Entwicklung und Verbreitung von Freier Software und Open-Source-Software auf Arbeitsplatzrechnern.

## Geschichte
Rosenkränzer entwickelte bereits Mitte der 1990er Jahre seine erste eigene Linux-Distribution BeroLinux. Im Jahre 1998 nahm er sein Studium der Informatik an der Rheinisch-Westfälischen Technischen Hochschule Aachen (RWTH) auf. Während seines Studiums begann er bereits für den französischen Linux-Distributor Mandrake, später als Mandriva bekannt, zu arbeiten. Seine Linux-Distribution BeroLinux floss in die Distribution von Mandrake mit ein.
Danach wurde ihm eine Arbeitsstelle bei dem amerikanischen Linux-Distributor Red Hat als Red Hat Linux Paket-Entwickler für die Desktop-Umgebung KDE angeboten. Aufgrund von Differenzen über die Zukunft von KDE bei Red Hat verließ Rosenkränzer die Firma im Jahr 2003, um sich anderen Projekten zu widmen.
Rosenkränzer ist zudem der Gründer und Hauptentwickler der Linux-Distribution Ark Linux, die später in der Version 2006 in die Linux-Distribution OpenMandriva von Mandrake einfloss. Er arbeitete seinerzeit nicht nur für Mandrake, sondern auch für die russische Firma ROSA Laboratories, die eine eigene Linux-Distribution auf Basis von Mandriva Linux für die russische Regierung bereitstellte.
Rosenkränzer erfand außerdem ein System zum Satelliten-Fernsehen auf kostengünstigen Geräten, das an Schulen in Äthiopien verteilt wurde.
Momentan arbeitet Rosenkränzer bei Linaro, einer Organisation, die sich der Optimierung von Linux auf ARM Prozessoren widmet, welche im Embedded-Bereich auf allen gängigen Smartphones und Tabletcomputern zum Einsatz kommt. Im Jahr 2012 war er an der Beschleunigung von Linaro's Android-Builds, durch die Modifizierung der Software Bionic und der Verbesserung der Programm-Werkzeuge, beteiligt. Als erster Entwickler konnte Rosenkränzer im Oktober 2017 funktionsfähige Prototypen eines ARM-basierten Arbeitsplatzrechners und eines ARM-basierten Laptops auf 64-Bit-Architektur zu Demozwecken der Öffentlichkeit präsentieren.
Rosenkränzer ist an mehreren weiteren Freien Software-Projekten wie KDE und OpenOffice als Entwickler beteiligt.

## Trivia
Als Entwickler ist er in der Linux-Community als Bero bekannt, jeweils aus den beiden Anfangsbuchstaben seines Vor- und Nachnamens.